# Vodní nádrž Hostivař
Hostivařská přehrada (vodní nádrž Hostivař) je přehradní nádrž na potoce Botiči na jihovýchodním okraji Prahy. Její vodní plocha zasahuje do městských částí Praha 11, 15 a Praha-Petrovice. Dosahuje maximální rozlohy 42 ha a objemu 1 845 000 m³ při hladině v nadmořské výšce 248 m. Přehrada je dlouhá 2,5 km a široká až 400 m, její maximální hloubka dosahuje 12 m. Jde o největší vodní plochu v Praze.

## Pobřeží, dno
Vodní plocha má tvar hada. Ze severní a částečně i jižní strany je přehrada obklopena lesoparkem, který je součástí přírodního parku Hostivař-Záběhlice. Jižní strana však patří především plážím, a to jak travnatým, tak i písčitým. Dno tvoří písek a bahno.

### Hráz
Zemní sypaná hráz je vysoká 13 m a v koruně je její délka 110 m. Byla vytvořena z písčitých hlín, přičemž na návodní těsnění byly použity sprašové hlíny. Hráz leží na říčním kilometru 13,50. Bezpečnostní přeliv vytvářejí 4 přelivná pole, která jsou hrazená dřevěnými stavidly, vyrobenými z trámů.
Od června 2021 do června 2023 se vybudoval v pravé části hráze dodatkový bezpečnostní přeliv.

## Vodní režim
Nádrží protéká potok Botič. Dalším přítokem je Hájecký potok (Hájský potok) z jižní levé strany. Průměrný dlouhodobý roční průtok vody činí 0,35 m³/s. Úroveň stoleté vody je 60 m³/s. Dřívější nejvyšší známý průtok nastal při povodni r. 1958, kdy korytem Botiče protékalo 75 m³/s (údaje dle informační tabule na hrázi). Tyto hodnoty překonala povodeň z 2. června 2013, kdy korytem protékalo 91 m³/s. Pod hrází je malá vyrovnávací nádrž. Nádrž má povodí o ploše 94,8 km². Akumulační součinitel nádrže činí 0,076.

## Využití
Přehrada slouží především k ochraně proti povodním, k rekreačním účelům a rybářství. Její součástí je také malá vodní elektrárna.

### Malá vodní elektrárna
MVE Hostivař má celkový výkon 0,019 MW. Je na říčním kilometru 12.72000. K roku 2002 ji provozovala společnost Sdružení pro výuku a výzkum - MVE. 

### Rekreace
Větší přední pláž (ve směru od Hostivaře, sídliště Košík a Slunečného vršku) je částečně travnatá, částečně písečná a jsou na ní kromě obvyklého vybavení také hřiště na plážový volejbal, tenis, nohejbal apod. Na konci pláže je půjčovna loděk a windsurfingů. Zadní menší pláž (s hlavním příchodem od Jižního Města a od Petrovic) je nudistická. V západní části se nachází dřevěné molo. V poslední době se okolí nádrže stává během léta také místem kulturních akcí, např. koncertů.

### Rybářství
Jde o mimopstruhový revír označovaný jako Botič 2. Kromě kaprů, cejnů a některých dravých ryb jsou zde loveni také úhoři.

## Historie
V místech nynější Hostivařské přehrady bylo Petrovické údolí; potok zde protékal podobnou krajinou, jaká je nyní v oblasti přírodní památky Meandry Botiče, pod hrází přehrady. Nedaleko hráze se nacházel od roku 1734 Mouchův mlýn, jehož náhon vedl souběžně s Botičem ve značné části délky údolí.
Nejstarší návrh hráze pochází z roku 1906. V této oblasti bylo už dříve postaveno několik koupališť. První zaznamenaný pokus je z roku 1924, kdy fotbalisté SK Hostivař přehradili tzv. pátou tůň. Toto jednoduché koupaliště však už po roce zničila menší povodeň. Nejdéle vydrželo koupaliště z roku 1950, které postavili členové Sokola Hostivař. Kromě hlavního 50m bazénu mělo ještě dva menší bazény a další vybavení. Fungovalo až do výstavby hostivařské přehrady, podle informace provozovatele dnešního koupaliště dnes leží na jejím dně, avšak při vypuštění přehrady v roce 2010 se žádné zřetelné zbytky bazénů neobjevily.
Po velké povodni z 8. července 1958 bylo rozhodnuto vybudovat přehradu. Její výstavba probíhala v letech 1961–1963, napuštěna byla v roce 1964. Pro rekreační účely bylo na sousedním úbočí vysazeno 240 ha lesa a náhorní část byla upravena jako park. V okolí přehrady byly vybudovány vycházkové cesty.
Přehrada se brzy po svém napuštění stala oblíbeným místem rekreace Pražanů, i když zpočátku ještě celá neležela na území města. Největší slávu zažila zřejmě v 70. letech. Od otevření přehrady k přehradě o letních víkendech jezdila rekreační autobusová linka (226 nebo 224 – číslo 224 však měla linka ze Smíchova do Chuchle) z náměstí Míru, roku 1966 přibyla druhá linka z náměstí J. Marata. Nějakou dobu jezdila na náměstí J. Marata i speciální rekreační tramvajová linka. Obě autobusové rekreační linky byly nejprve roku 1970 v rámci unifikace značení pražských účelových linek označeny písmeny,, 9. května 1974 pak na čísla z řady 50 (v roce 1978 nesla linka z náměstí Marata číslo 56, linka z Vinohrad byla nejprve zkrácena k Orionce a v roce 1978 již není uváděna); přečíslování účelových linek do řady 450 v roce 1983 se však již ani jedna z těchto linek nedožila. Linky byly zrušeny v roce 1981 (někde se uvádí rok 1992). Po přehradě byla několik let provozována i lodní doprava, a to motorovým katamaranem Želva II.
2. srpna 1990 vybuchla na hostivařské přehradě trubková bomba. Incident byl dáván do souvislosti s bombovým útokem na Staroměstském náměstí.

### Odbahnění

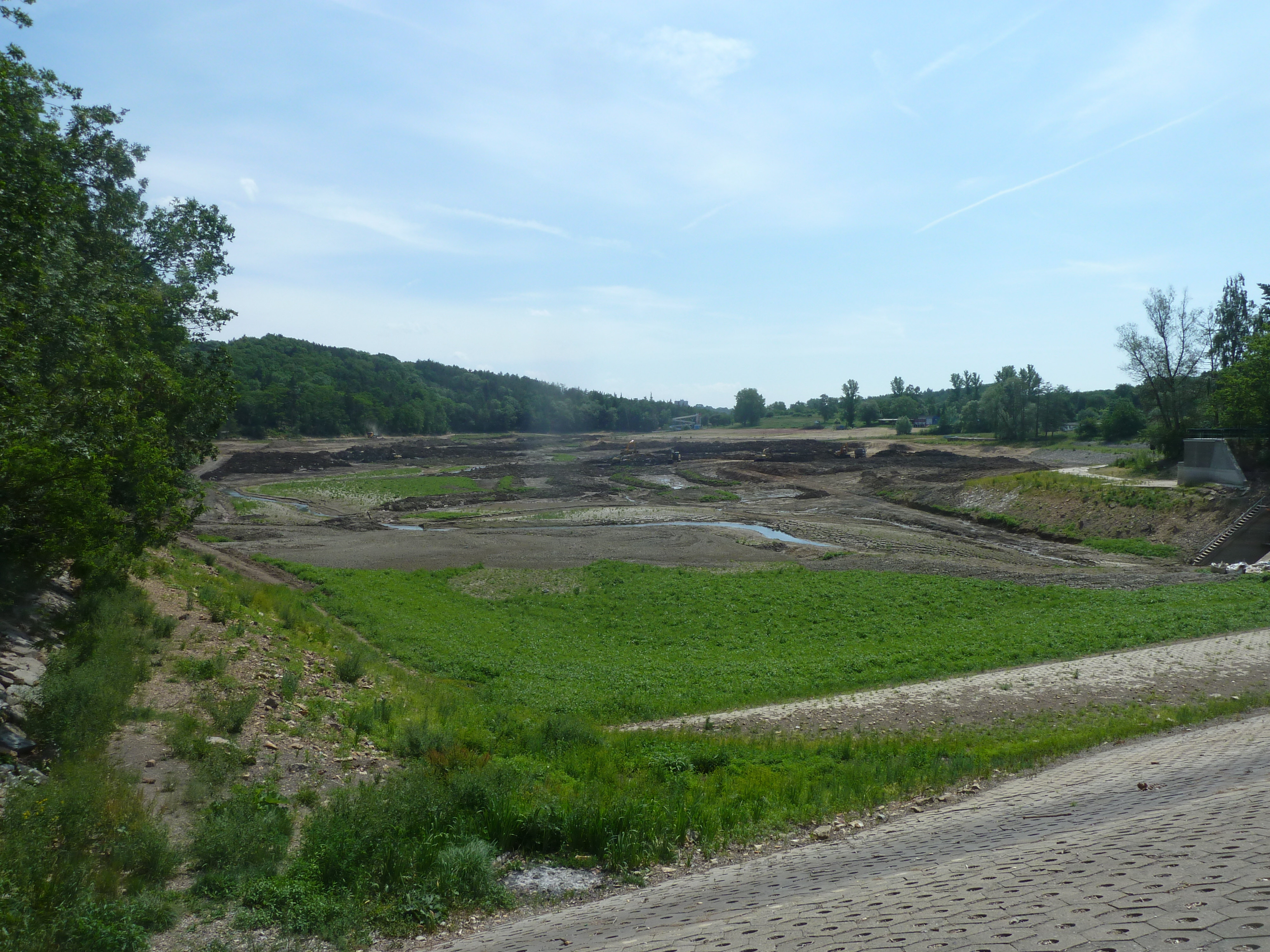
Odbahnění (pohled od hráze)

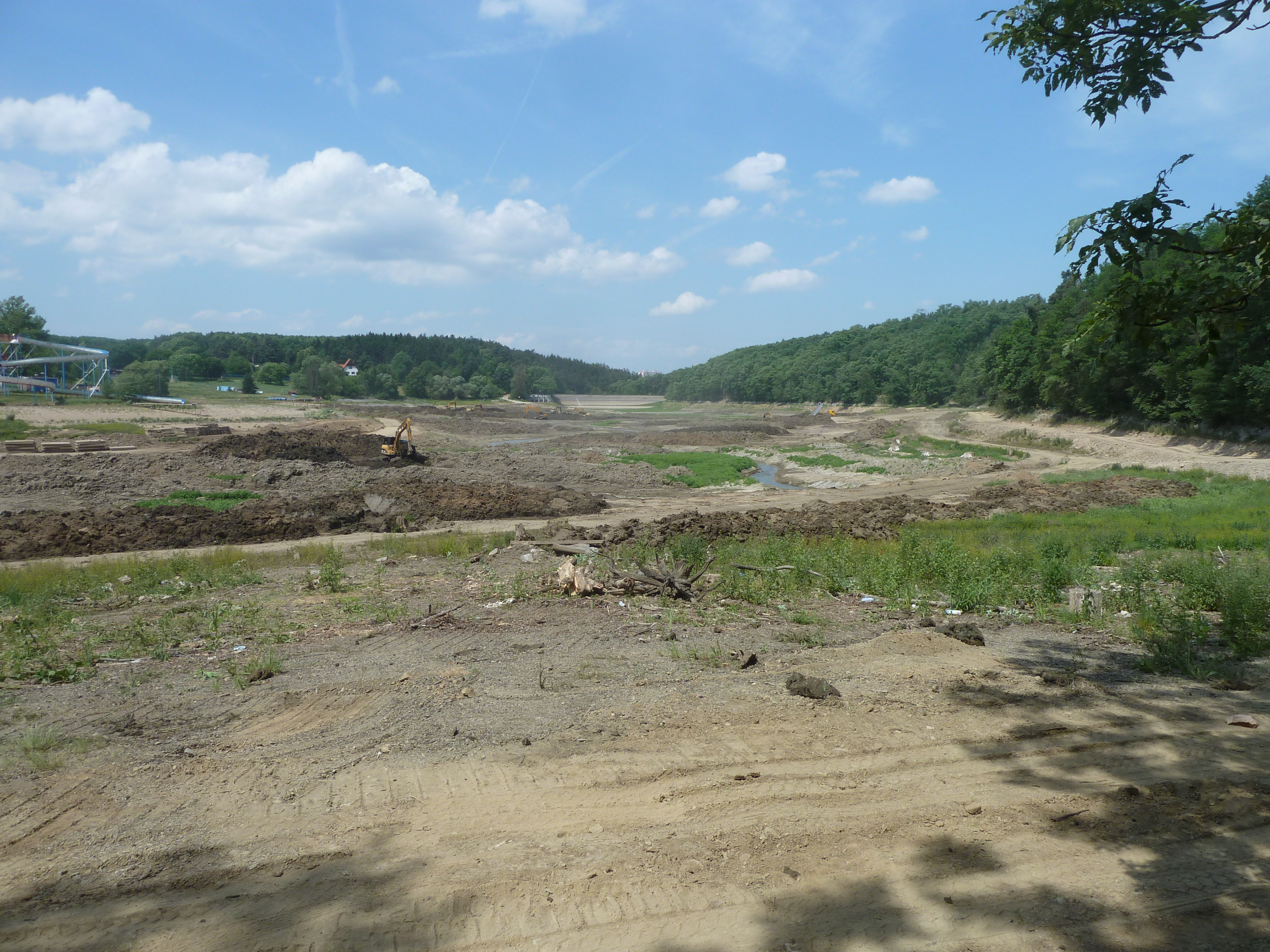
Odbahnění (pohled od cesty)

V roce 2010 byla přehrada poprvé od založení zcela vypuštěna za účelem komplexní revitalizace, která spočívala především v odbahnění. Množství bahna při dně snižovalo hloubku vody, což vedlo v letních měsících k rychlejšímu prohřátí, podporujícímu přemnožení sinic. Ze dna bylo na jaře a v létě roku 2011 odvezeno celkem 198 tisíc m³ usazenin. Maximální naměřená hloubka sedimentu ve střední části přehrady byla 2,7 metru, v nátokové části byla tloušťka sedimentu 0,5 až 1 metr.
V horní části nádrže byly vytvořeny dva oblázkové ostrůvky, sloužící jako hnízdiště ptáků a dále nevelký mokřad pro obojživelníky. Na pravém břehu bylo vybudováno dřevěné odpočinkové molo o délce 70 m. Na pravé straně, podél vycházkového chodníku spojeného s cyklostezkou, byly provedeny úpravy podemletých břehů, nepůvodní akáty byly nahrazeny vrbami a olšemi. Na levém břehu byl odstraněn nefunkční tobogán, dřívější symbol přehrady. Odbahnění a s ním spojené práce byly ukončeny v roce 2012.
V současné době vodní dílo spravuje organizace Lesy hlavního města Prahy a o rekreační zařízení na březích se stará Městská část Praha 15.

## Ostatní informace
Hydrologické pořadí je 1-12-01-020, identifikátor HEIS 137630000100 a identifikátor vodního útvaru 13769000.

## Galerie

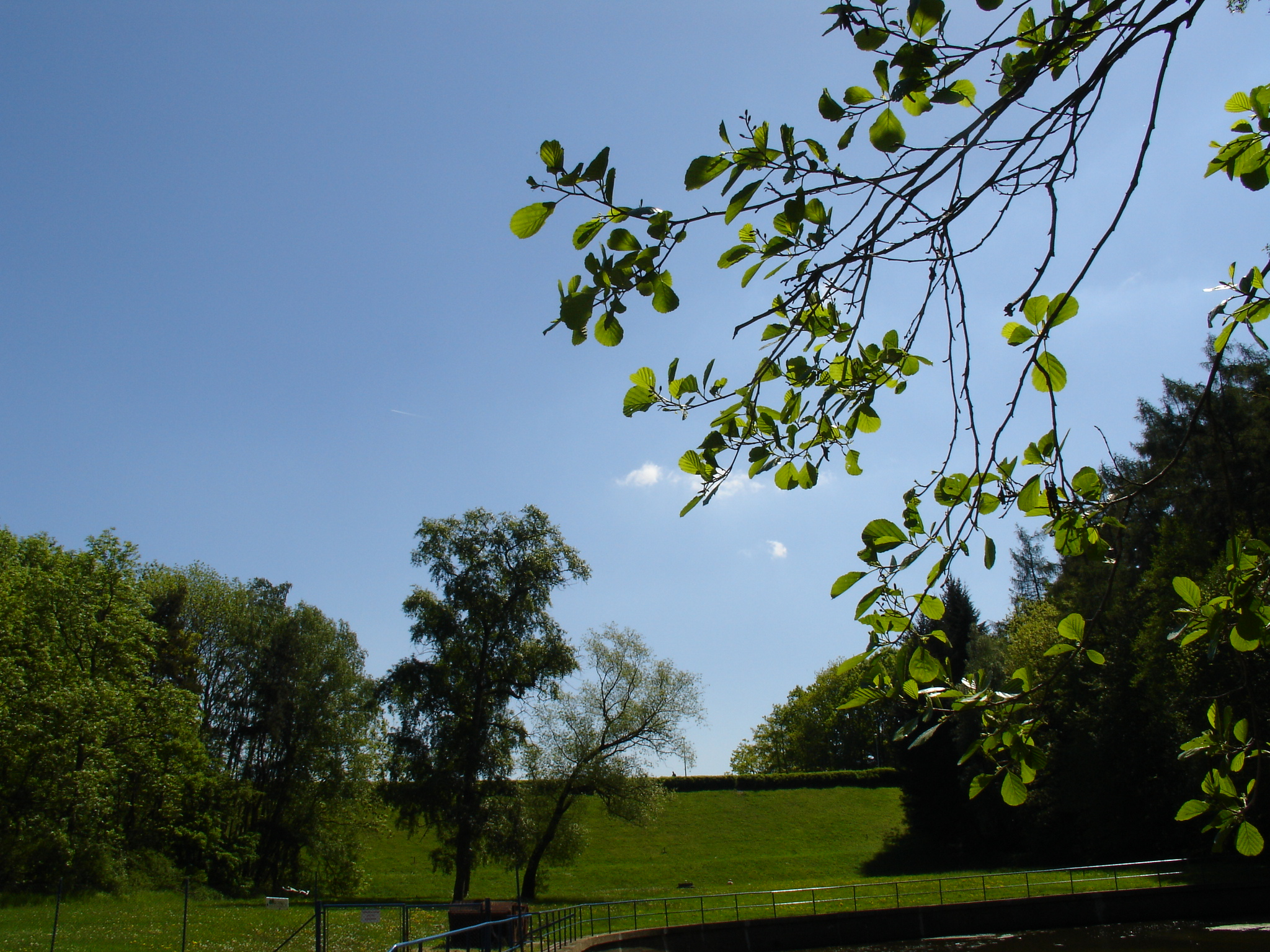
Pohled na hráz
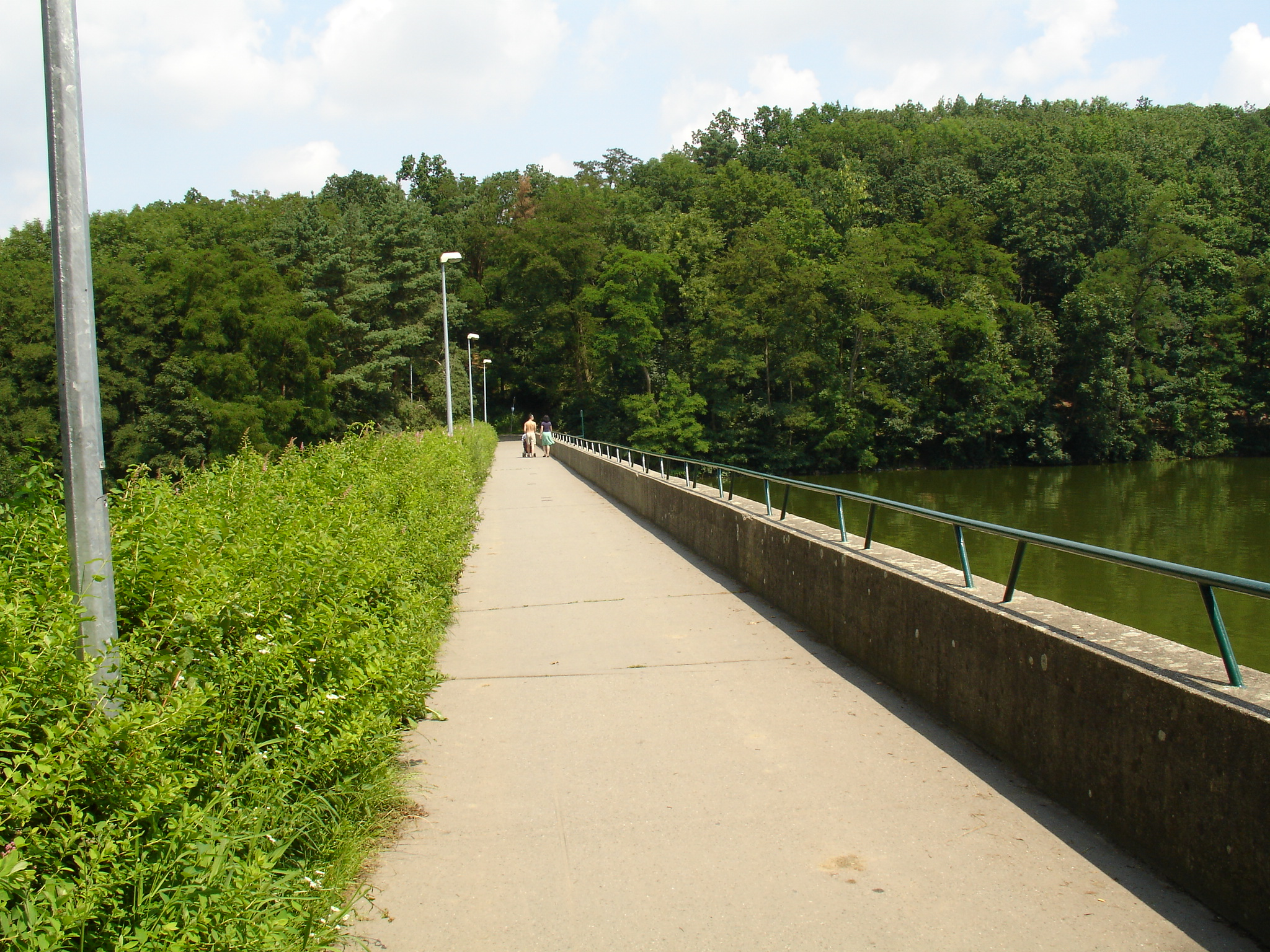
Na hrázi
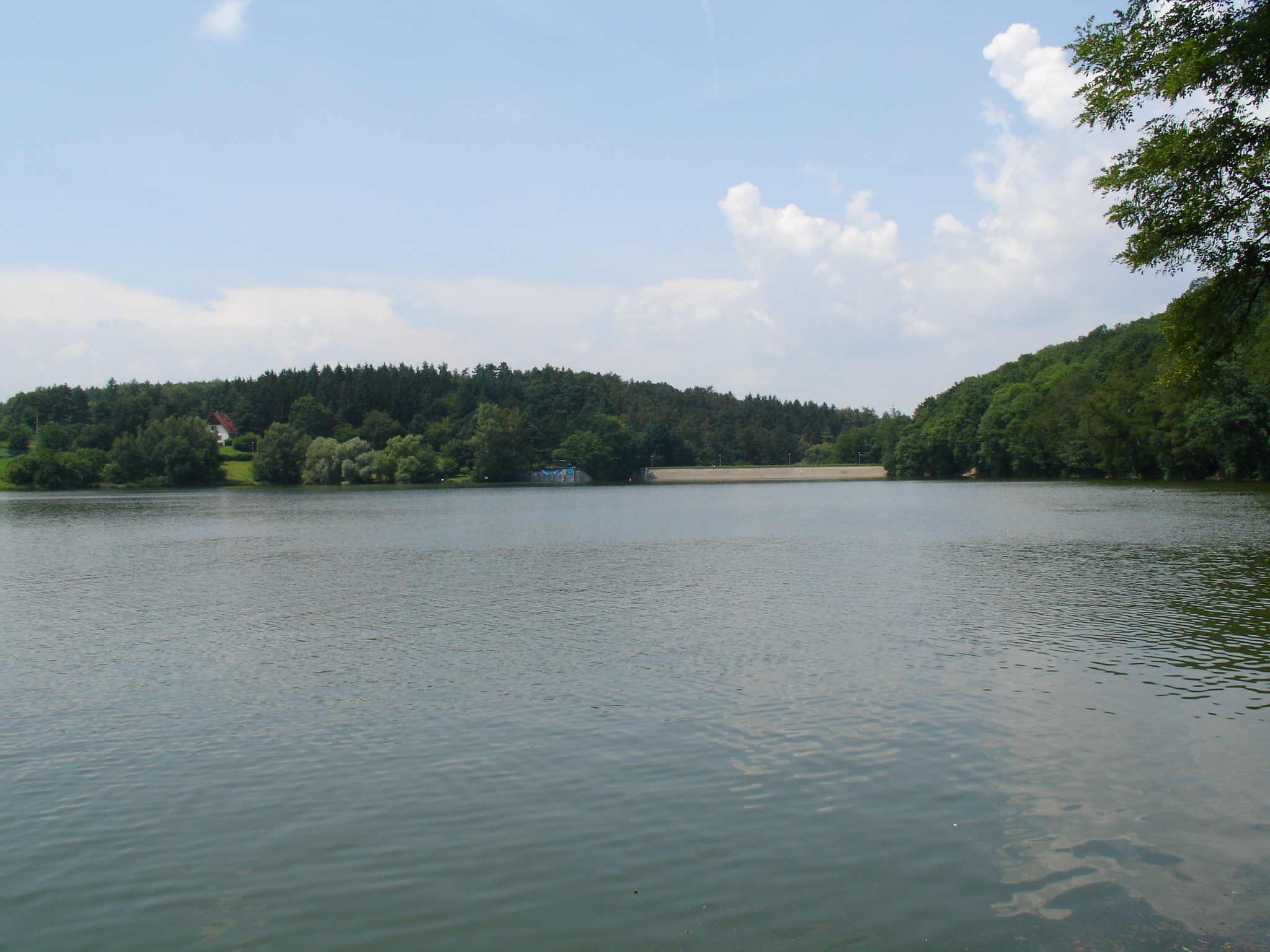
Pohled směrem ke hrázi
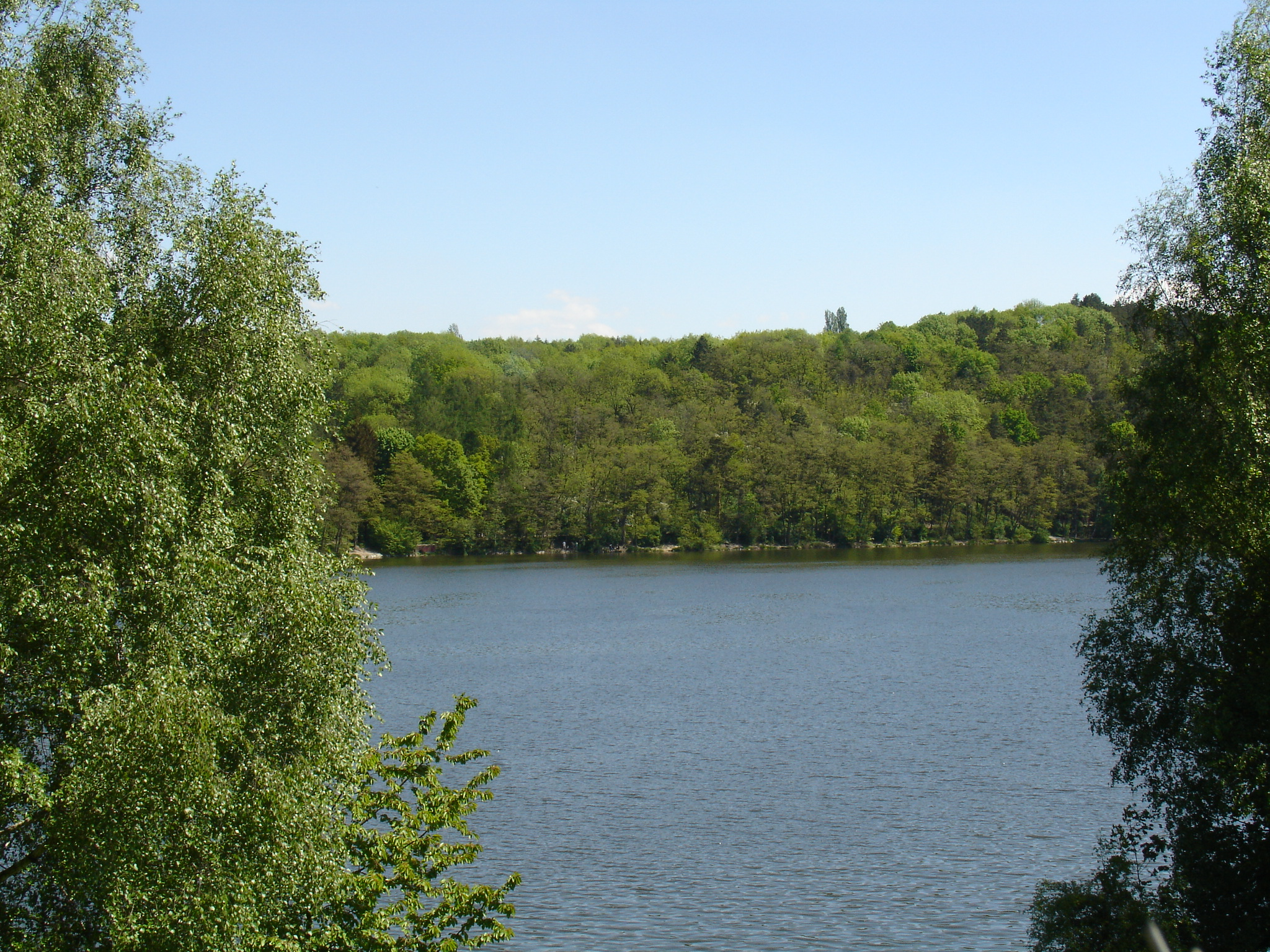
Pohled z jižní strany
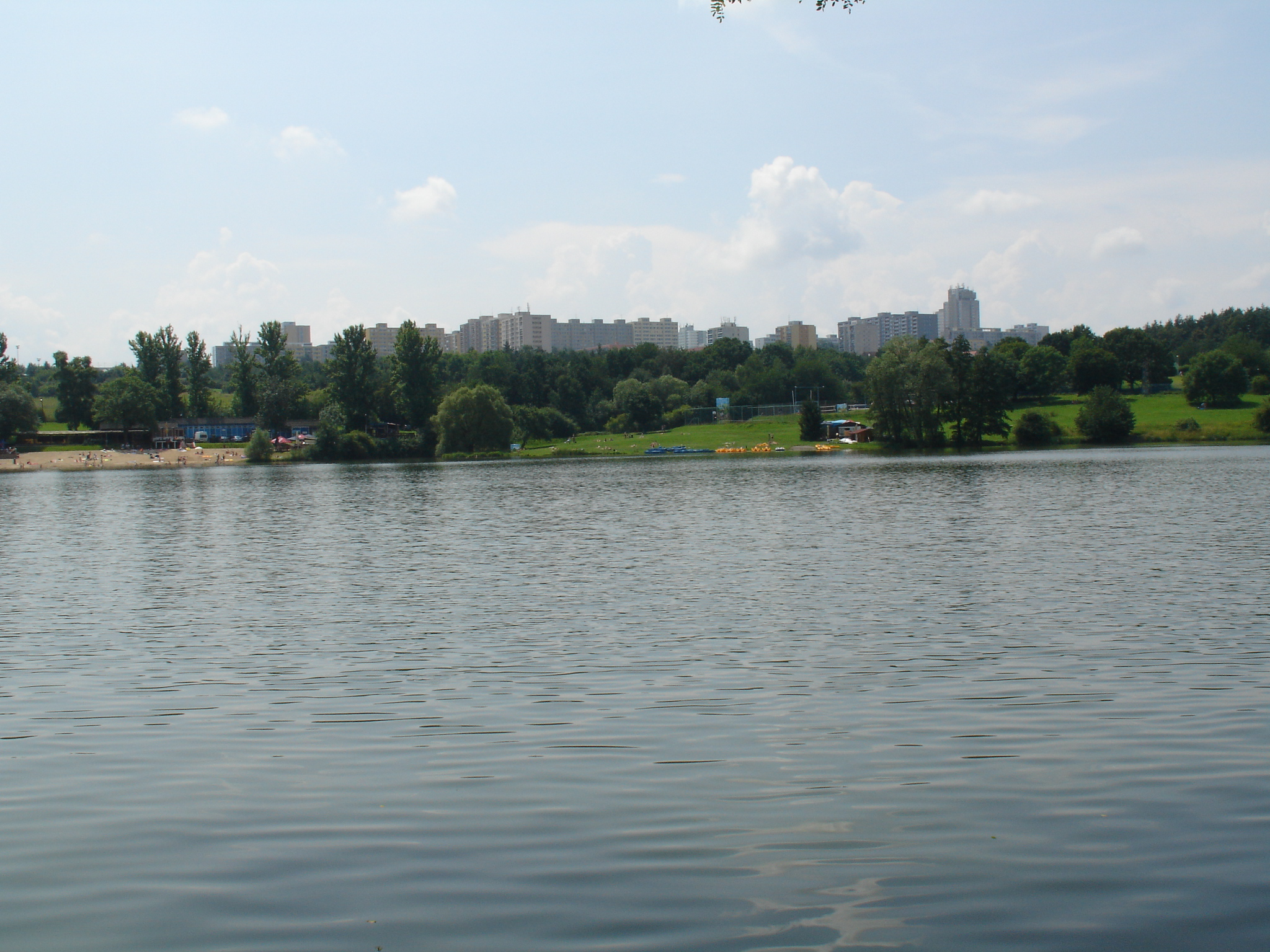
Pohled na Jižní Město
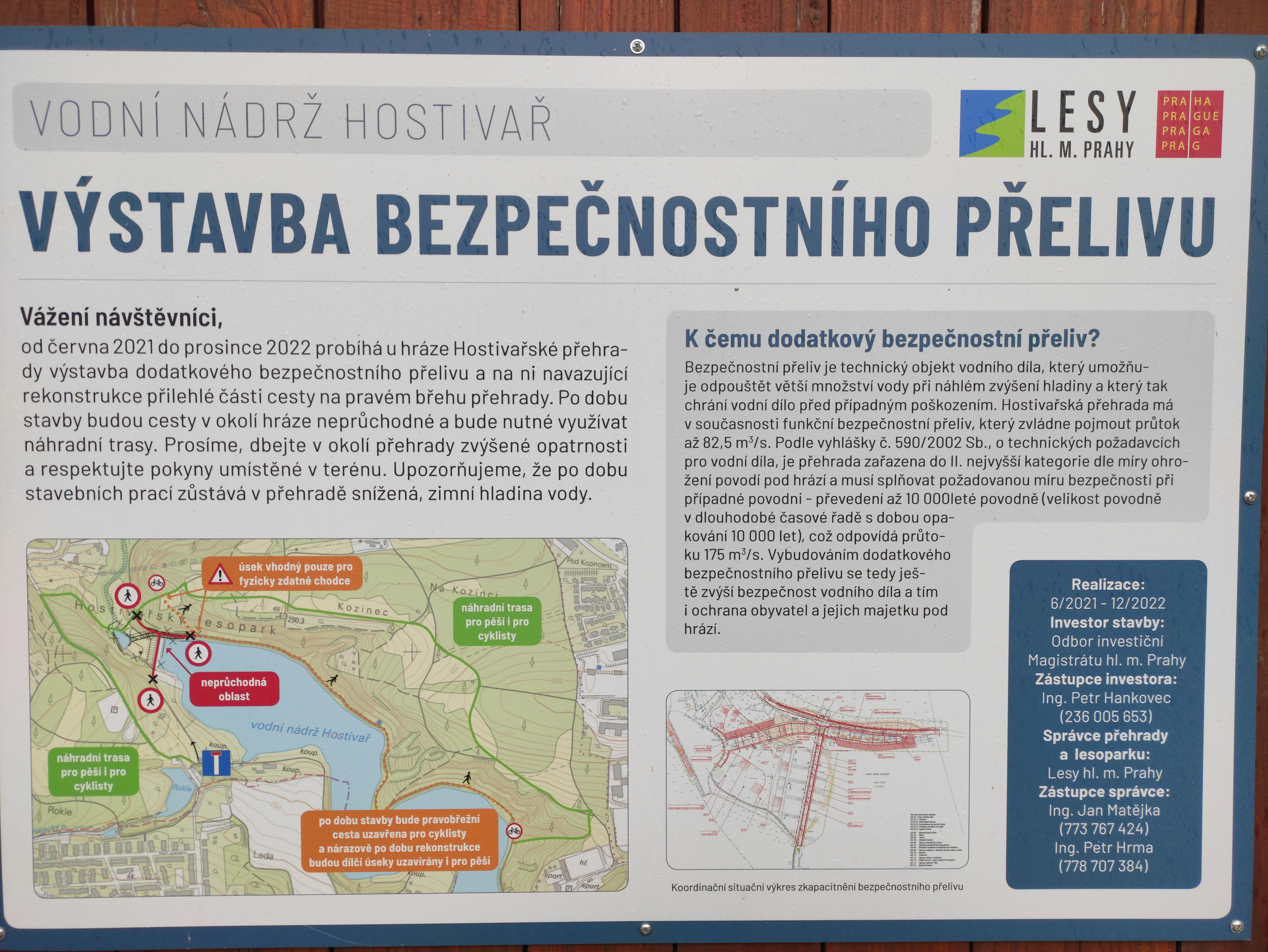
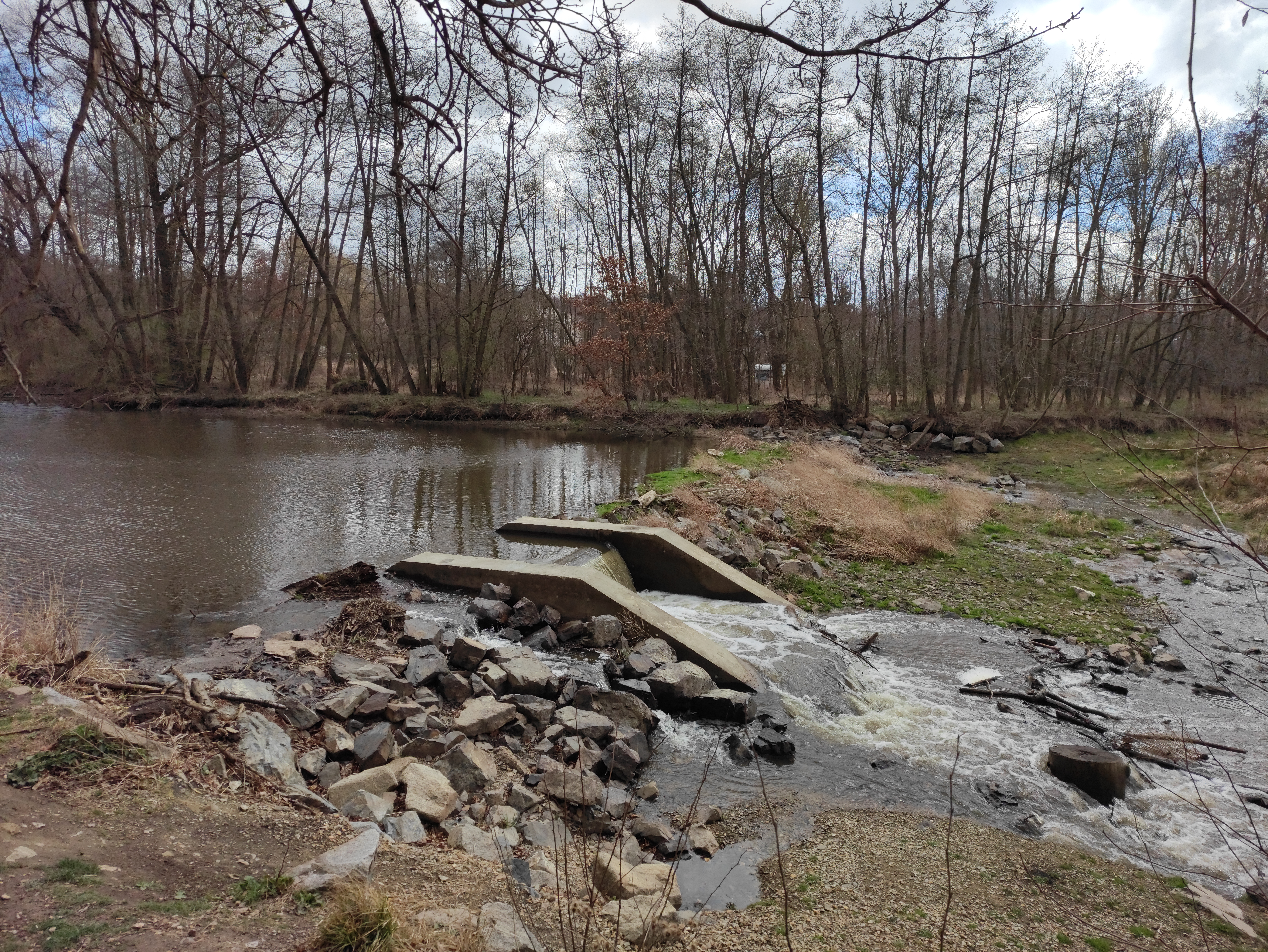
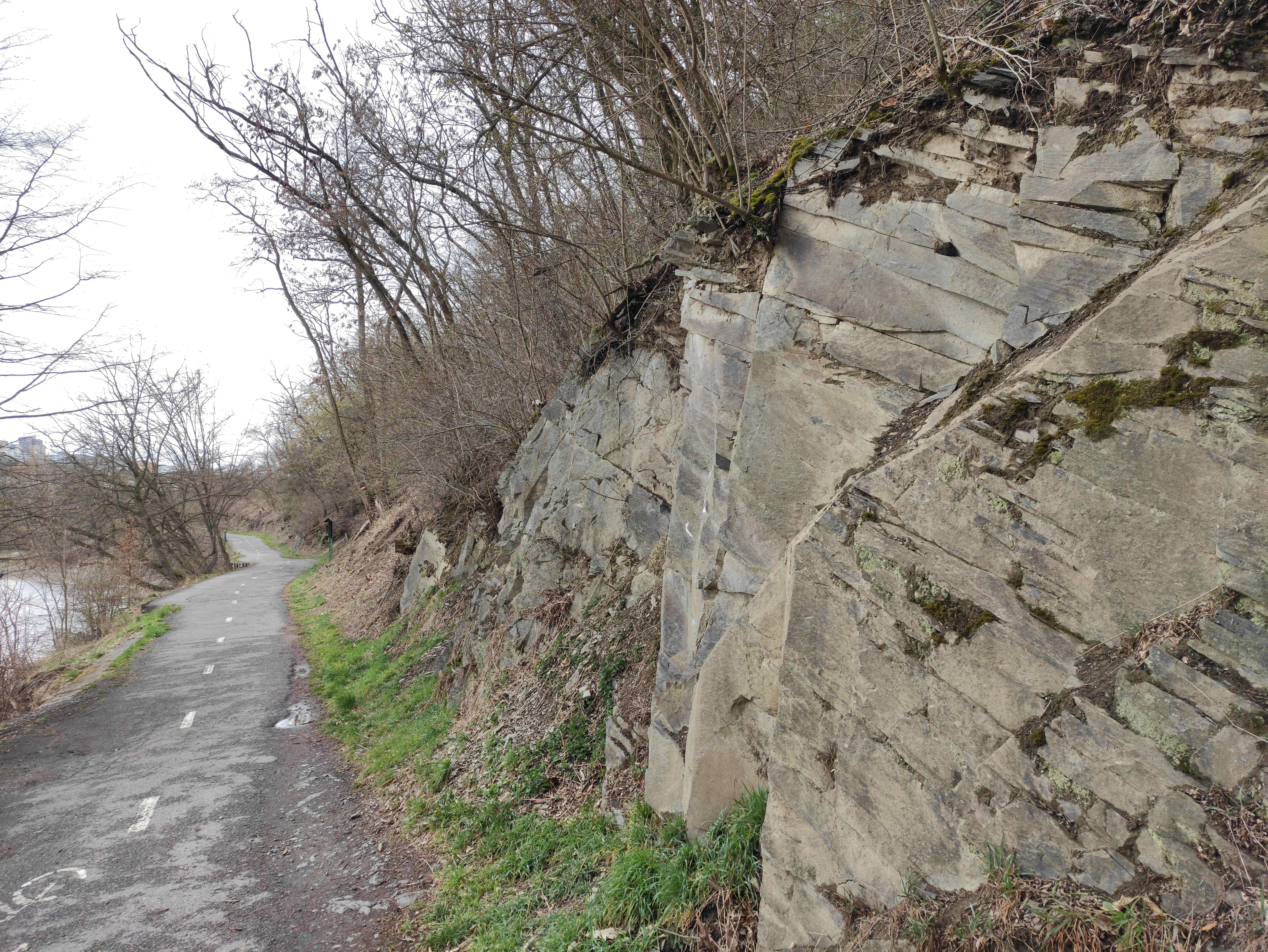
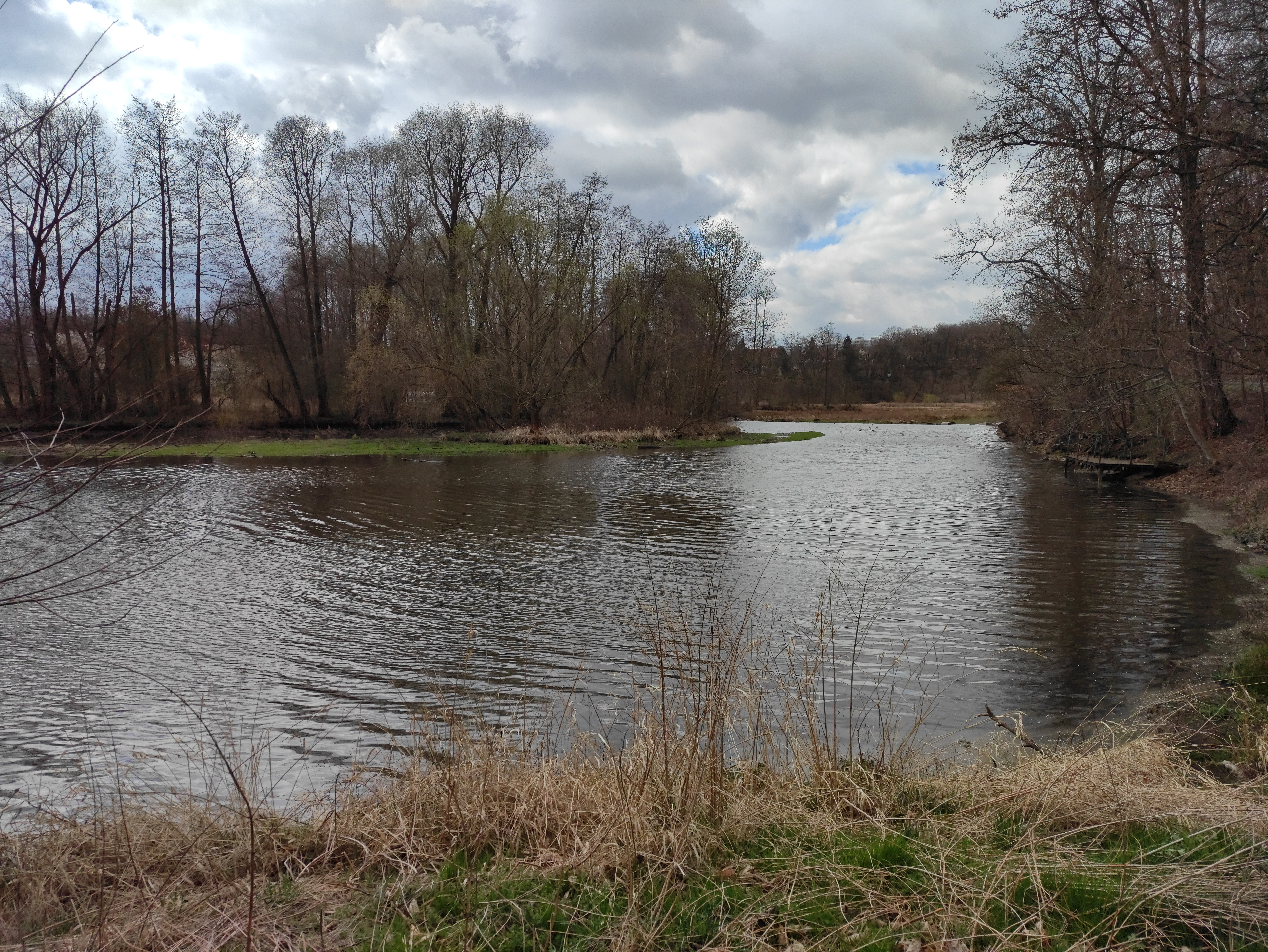
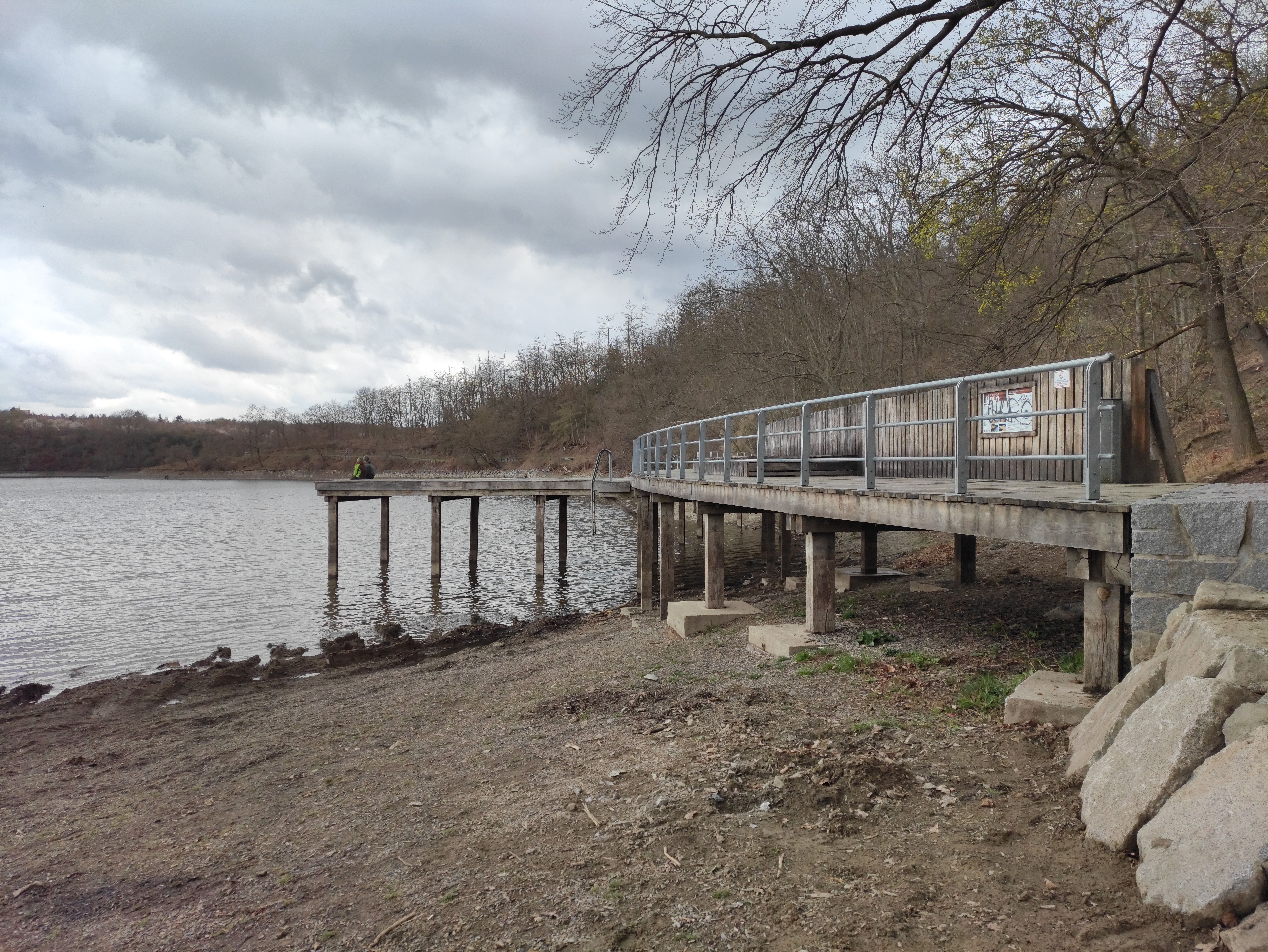
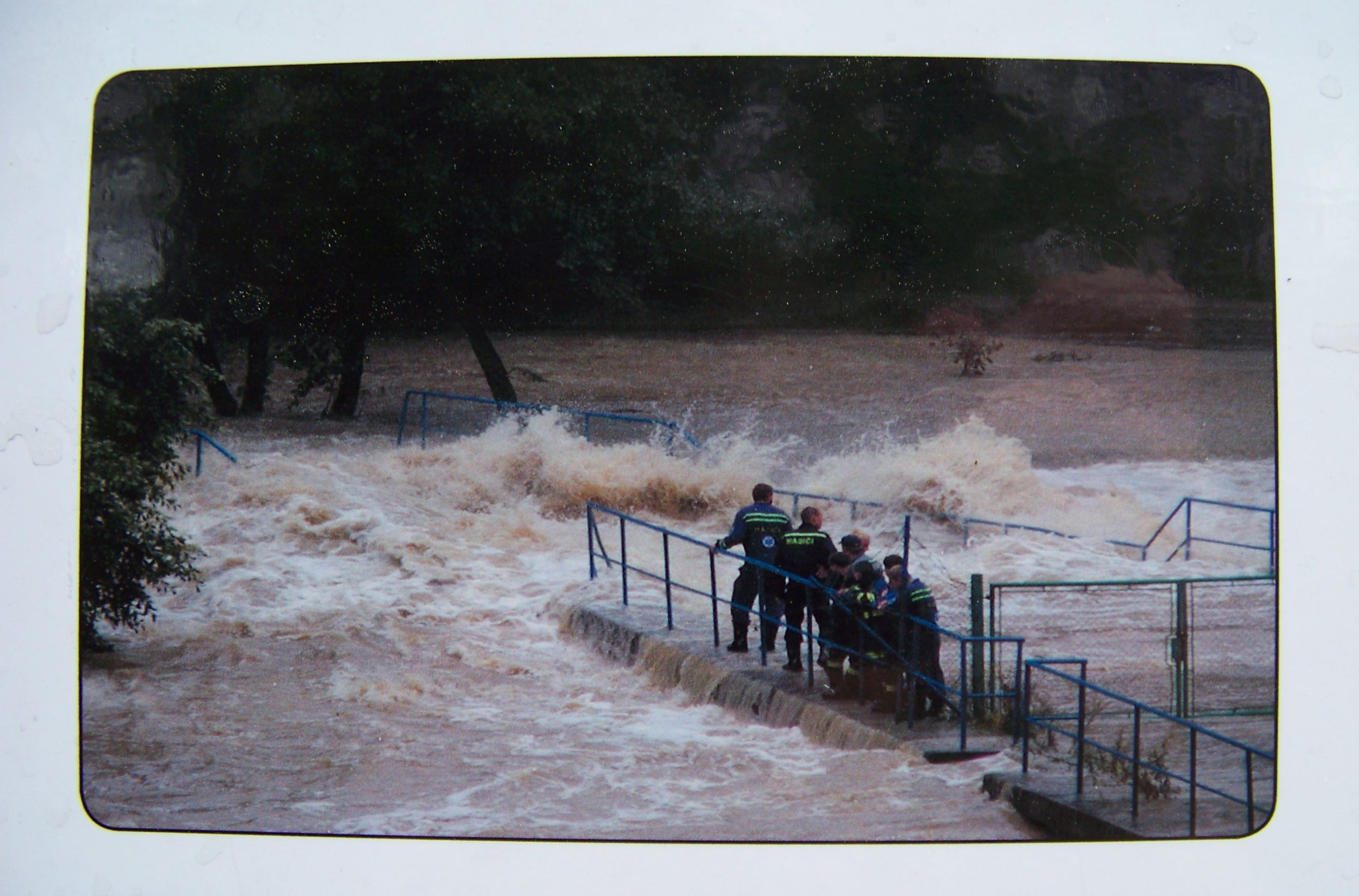
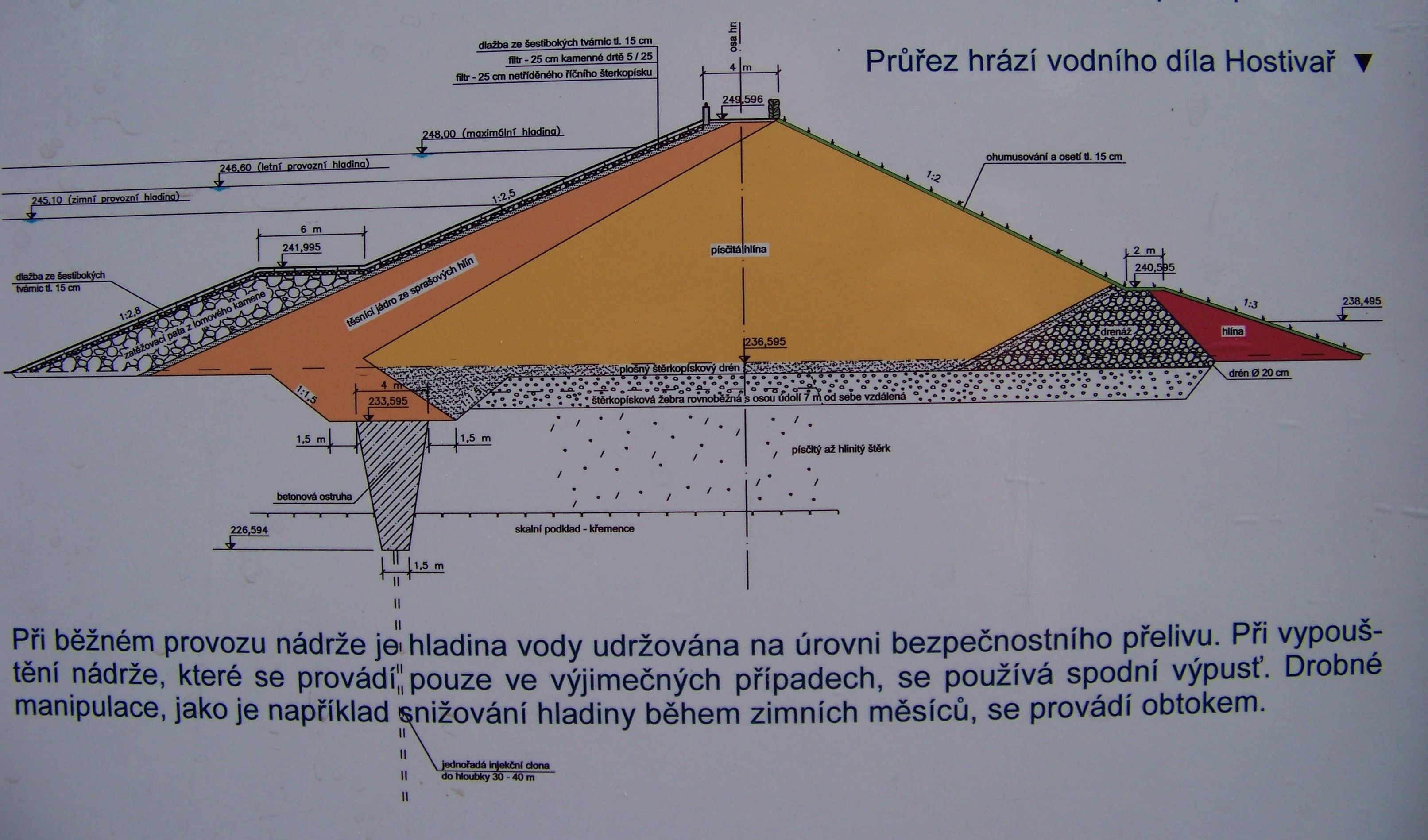
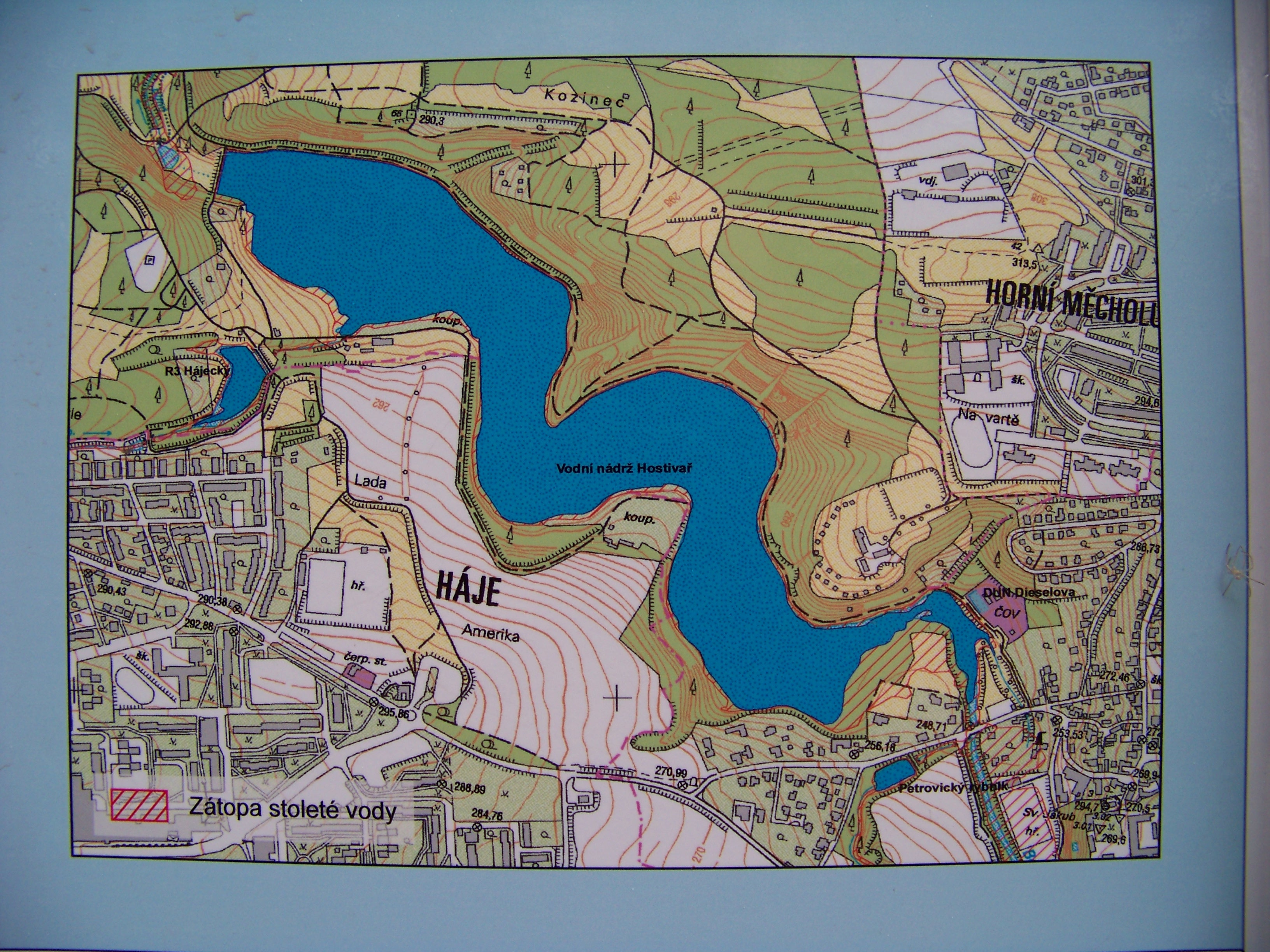
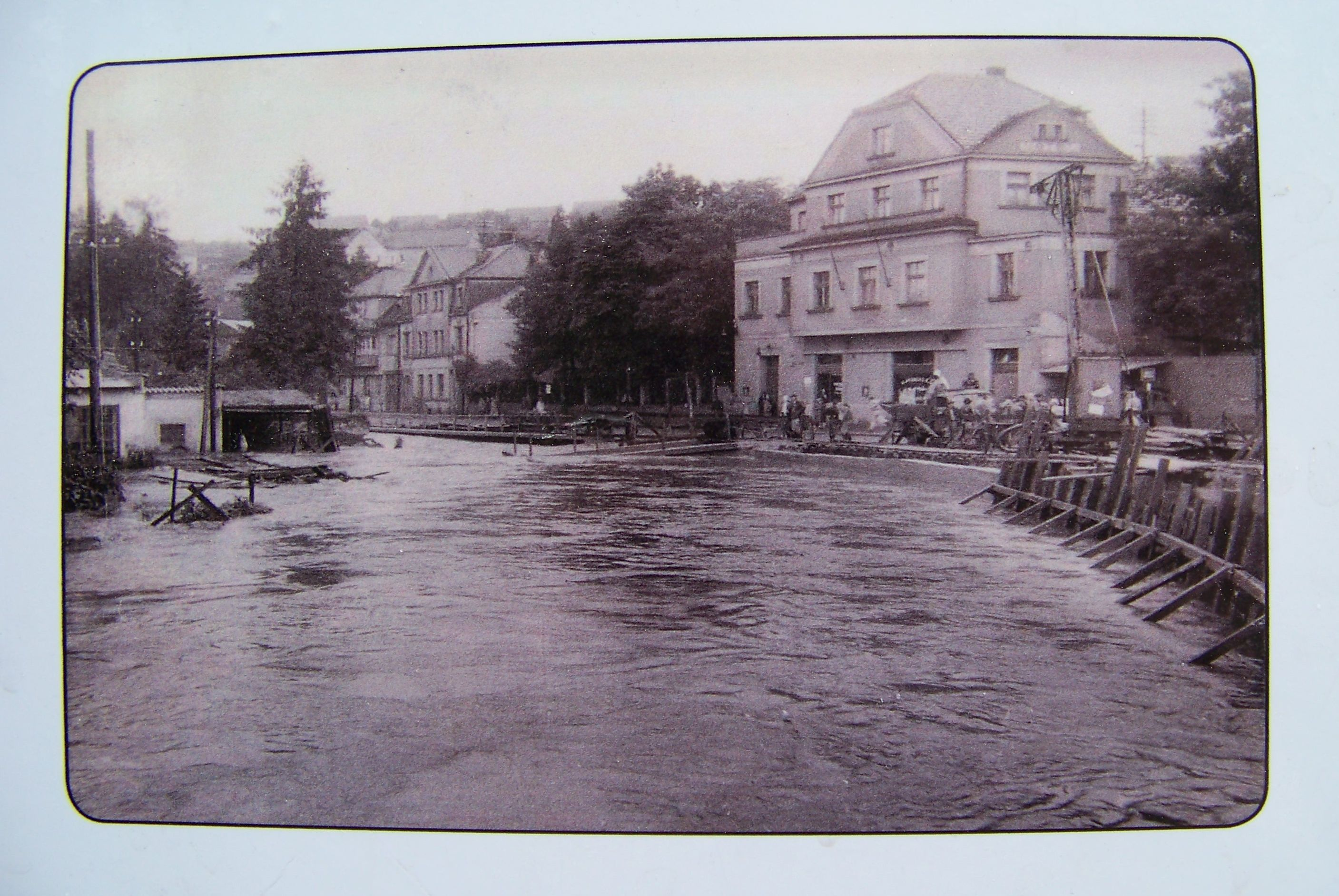